# Challenger de Padua 2014
El Challenger Team "Citta' di Padova" 2014 fue un torneo de tenis profesional jugado en canchas de tierra batida. Se disputó la 1ª edición del torneo que formó parte del circuito ATP Challenger Tour 2014. Se llevó a cabo en Padua (Italia), entre el 23 y el 29 de junio de 2014.

## Jugadores participantes del cuadro de individuales

### Cabezas de serie
| País                 | Jugador           | Ranking1 | N.º |
| -------------------- | ----------------- | -------- | --- |
| Bandera de España    | Albert Ramos      | 111      | 1   |
| Bandera de Argentina | Máximo González   | 120      | 2   |
| Bandera de Rumania   | Adrian Ungur      | 161      | 3   |
| Bandera de Italia    | Potito Starace    | 168      | 4   |
| Bandera de Italia    | Thomas Fabbiano   | 171      | 5   |
| Bandera de Italia    | Matteo Viola      | 178      | 6   |
| Bandera de Italia    | Flavio Cipolla    | 199      | 7   |
| Bandera de Croacia   | Kristijan Mesaroš | 202      | 8   |

- 1 Se ha tomado en cuenta el ranking del día 16 de junio de 2014.

### Otros participantes
Los siguientes jugadores recibieron una invitación (tenista invitado), por lo tanto ingresan directamente al cuadro principal (WC):
- Alessandro Giannessi
- Salvatore Caruso
- Federico Gaio
- Marco Bortolotti

Los siguientes jugadores ingresan al cuadro principal tras disputar el cuadro clasificatorio (Q):
- Martín Cuevas
- Hugo Dellien
- Laurent Lokoli
- Nikola Čačić

## Jugadores participantes en el cuadro de dobles

### Cabezas de serie
| País                 | Jugador         | País                 | Jugador          | Ranking1 | N.º |
| -------------------- | --------------- | -------------------- | ---------------- | -------- | --- |
| Bandera de Argentina | Guillermo Durán | Bandera de Argentina | Máximo González  | 172      | 1   |
| Bandera de Italia    | Riccardo Ghedin | Bandera de Italia    | Claudio Grassi   | 256      | 2   |
| Bandera de Filipinas | Ruben Gonzales  | Bandera de Italia    | Alessandro Motti | 323      | 3   |
| Bandera de Venezuela | Roberto Maytín  | Bandera de Argentina | Andrés Molteni   | 329      | 4   |

- 1 Se ha tomado en cuenta el ranking del día 16 de junio de 2014.

### Otros participantes
Los siguientes jugadores recibieron una invitación (tenista invitado), por lo tanto ingresan directamente al cuadro principal (WC):
- Tommaso Lago /  Francesco Picco
- Marco Bergagnin /  Lorenzo Schmid
- Andrea Fava /  Riccardo Marcon

## Campeones

### Individual Masculino
- Máximo González derrotó en la final a  Albert Ramos por 6-3, 6-4.

### Dobles Masculino
- Roberto Maytín /  Andrés Molteni derrotaron en la final a  Guillermo Durán /  Andrés Molteni por 6-2, 3-6, 10-8.